# Эшпинью (Брага)
Эшпинью (порт. Espinho) — район (фрегезия) в Португалии, входит в округ Брага. Является составной частью муниципалитета Брага. Находится в составе крупной городской агломерации Большое Минью. По старому административному делению входил в провинцию Минью. Входит в экономико-статистический субрегион Каваду, который входит в Северный регион. Население составляет 1334 человека на 2001 год. Занимает площадь 4,99 км².
Покровителем района считается Мартин Турский (порт. S. Martinho).